# Thomas Parker, 1. Earl of Macclesfield

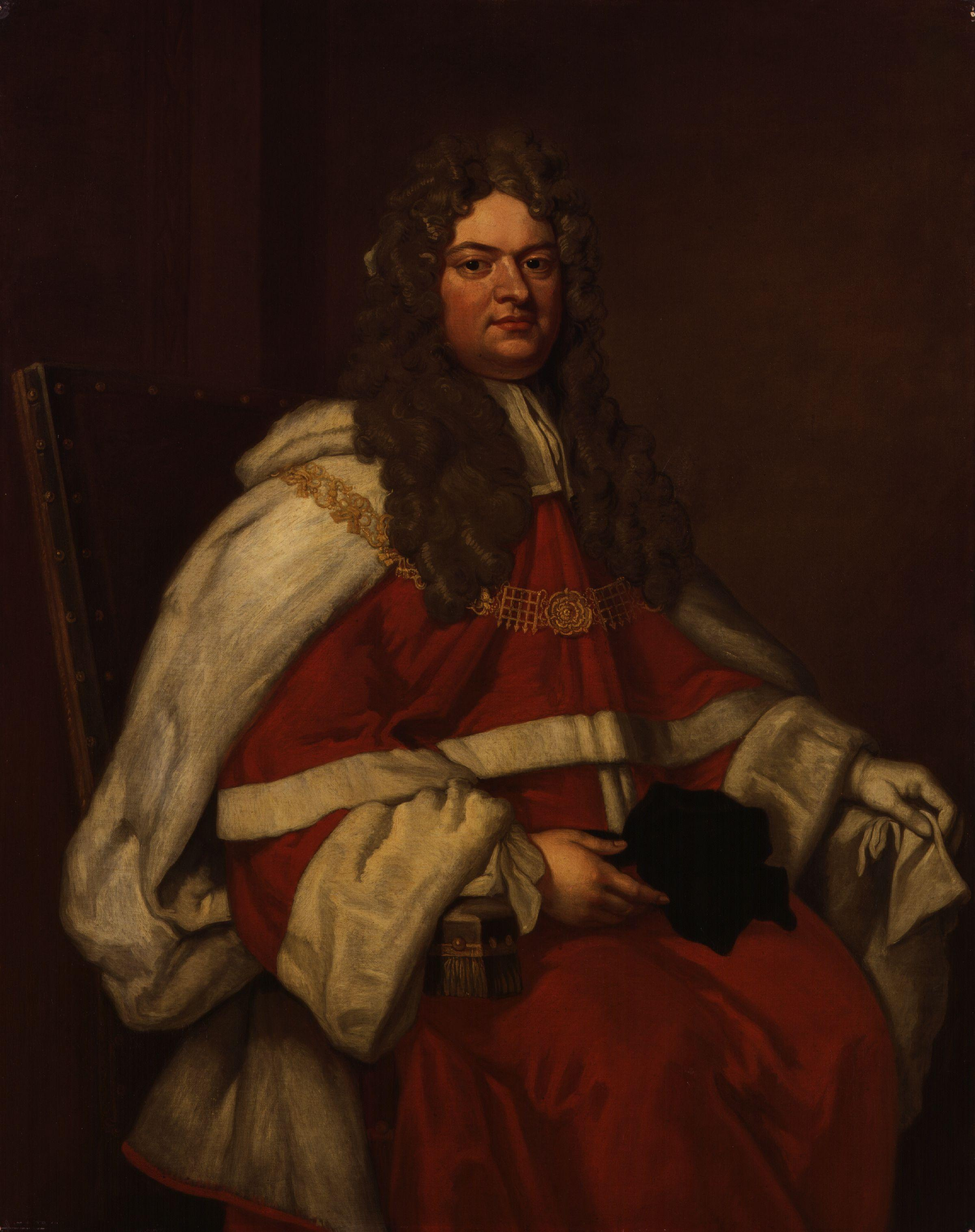
Thomas Parker, 1. Earl of Macclesfield, 1712, Porträt nach Godfrey Kneller

Wappen des Earl of Macclesfield

Thomas Parker, 1. Earl of Macclesfield (* 23. Juli 1667 in Leek, Staffordshire; † 28. April 1732 in London) war ein britischer Politiker und Lordkanzler.

## Leben

### Familie und Ausbildung
Thomas Parker wurde in Staffordshire als Sohn von Thomas Parker, einem Anwalt aus Leek, und dessen Ehefrau Anne Venables geboren. Er besuchte zunächst die Adams’ Grammar School in Newport, Shropshire, später auch die Derby School und die Rev. Samuel Ogden’s School in Derby. 1684 wurde er am Inner Temple, ein Jahr später am Trinity College der Universität Cambridge aufgenommen. 1691 erhielt er seine Zulassung als Barrister.

### Politische Karriere
1705 zog Parker als Whig-Abgeordneter für Derby in das House of Commons ein und wurde zum Kronanwalt (Queen’s Counsellor) und serjeant-at-law ernannt. Am 9. Juli des gleichen Jahres wurde er zum Knight Bachelor geschlagen. Bei der Unterhauswahl 1708 wurde er für Derby wiedergewählt. Wie andere Whigs stimmte er 1709 für die allgemeine Einbürgerung von ausländischen Protestanten. Zudem war er als einer der führenden Whig-Anwälte im Unterhaus maßgeblich an den Vorgängen um das Amtsenthebungsverfahren gegen Henry Sacheverell beteiligt. Am 14. Dezember 1709 wurde er zum Mitglied des Ausschusses ernannt, der die Artikel zur Anklageerhebung ausarbeiten sollte. Dem Ausschuss wurde später die Leitung des Prozesses übertragen. 1710 lehnte er das Amt des Lordkanzlers ab, wurde aber in das Privy Council aufgenommen. Als das Amt des Lord Chief Justice 1710 vakant wurde, wurde Parker am 11. März 1710 ernannt und räumte seinen Sitz im Unterhaus.

### Lord Chief Justice
In den folgenden Jahren war Parker in die Verfolgung von Henry Sacheverell involviert. Er verteidigte Whig-Propagandisten und verfolgte Tory-Publizisten bei dem geringsten Verdacht, den Prätendenten James Stuart zu begünstigen. Im April 1713 sprach er sich im Privy Council gegen den Frieden aus. Als er im Juni 1714 Hinweise auf die Rekrutierung jakobitischer Agenten erhielt, führte dies dazu, dass ein Kopfgeld auf den Prätendenten ausgesetzt wurde. Als Königin Anne am 1. August 1714 starb, hielt sich ihr Nachfolger, König Georg I., in Hannover auf, sodass Thomas Parker bis zur Ankunft des neuen Monarchen in Großbritannien zu einem der Regenten für Großbritannien ernannt wurde. Seine Unterstützung für die hannoversche Erbfolge wurde von König Georg I. gewürdigt, der ihn 1714 erneut zum Lord Chief Justice ernannte und ihn 1716 als Baron Parker, of Macclesfield, zum erblichen Peer erhob. In diesem Jahr erwarb er Shirburn Castle in Oxfordshire, das für die nächsten 300 Jahre der Sitz des Hauses Macclesfield sein sollte, und begann mit dessen Restaurierung. Da der König kein Englisch sprach, verlas Parker 1718 die Rede des Königs im Oberhaus.

### Lordkanzler
1718 wurde Parker zum Lordkanzler ernannt und erhielt eine Pension auf Lebenszeit. 1721 wurden ihm zudem die Titel Earl of Macclesfield und Viscount Parker, of Ewelm, verliehen.
Im Jahr 1724 bekam Parker finanzielle Probleme, unter anderem aufgrund der Südseeblase, und trat als Lordkanzler zurück. 1725 wurde er vor dem Oberhaus angeklagt und verurteilt. Er wurde einstimmig wegen Korruption verurteilt, weil er mehr als 100.000 Pfund an Bestechungsgeldern angenommen hatte (was heute mehr als 11.000.000 Pfund entspricht). Er wurde zu einer Geldstrafe von 30.000 Pfund verurteilt und bis zum Eingang der Zahlung im Tower of London untergebracht. Außerdem wurde er aus dem Privy Council entfernt. Er war ein unglaublich reicher Mann, möglicherweise aufgrund seiner Korruption, aber da dieses Geld beschlagnahmt worden war, hatte er keine Mittel, um die Geldstrafe zu bezahlen. Er verbrachte den Rest seines Lebens auf Shirburn Castle. 
Thomas Parker starb am 28. April 1732 am Soho Square in London und wurde in Shirburn beigesetzt.

### Privates
Parker wurde 1712 zum Fellow der Royal Society gewählt. Er war ein Freund von Bernard Mandeville, dessen satirische Bienenfabel in den 1720er Jahren sehr umstritten war. Auch war er Schirmherr eines in seiner Heimatstadt Leek errichteten Gymnasiums. Im Jahr 1727 war er Sargträger bei der Beerdigung eines anderen Freundes, Sir Isaac Newton.

## Ehe und Nachkommen
Am 23. April 1691 heiratete Thomas Parker Janet Carrier, deren Schwester die Mutter des späteren Admirals George Anson war. Der Ehe entstammten zwei Kinder:
- Lady Elizabeth Parker († 1747), ⚭ Sir William Heathcote, 1. Baronet;
- George Parker, 2. Earl of Macclesfield (* um 1697; † 1764).